# Ługi (Małogoskie)
Ługi – przysiółek wsi Małogoskie w Polsce, położony w województwie świętokrzyskim, w powiecie kieleckim, w gminie Strawczyn.
W latach 1975–1998 przysiółek administracyjnie należał do województwa kieleckiego.